# Ducros de St. Germain
 Ducros de St. Germain (o Du Croz) (1780-1860) fue un zoólogo, malacólogo, y botánico sueco.

## Algunas publicaciones
- 1857. Revue critique du Genre Oliva de Bruguiere. Ed. Fernand Thibaud, Clermont. 120 pp.

- La abreviatura «Ducros» se emplea para indicar a Ducros de St. Germain como autoridad en la descripción y clasificación científica de los vegetales.[1]

## Abreviatura (zoología)
La abreviatura Ducros  se emplea para indicar a Ducros de St. Germain como autoridad en la descripción y taxonomía en zoología.